# Goldmont
Goldmont és una microarquitectura per a processadors de la marca Atom, Celeron i Pentium de baixa potència que s'utilitzen en sistemes en xip (SoC) fabricats per Intel. Només permeten un fil per nucli.
La plataforma del llac Apol·lo amb 14 nm Goldmont core es va presentar a l'Intel Developer Forum (IDF) a Shenzhen, Xina, l'abril de 2016. L'arquitectura Goldmont s'empra molt dels processadors Skylake Core, de manera que ofereix un augment del rendiment de més d'un 30 per cent en comparació amb l'anterior plataforma Braswell, i es pot utilitzar per implementar dispositius de gamma baixa eficients, inclosos Cloudbooks, 2 en 1. netbooks, ordinadors petits, càmeres IP i sistemes d'entreteniment per al cotxe.

## Disseny
Goldmont és la microarquitectura Atom de baixa potència fora de servei de segona generació dissenyada per a ordinadors d'escriptori i portàtils de nivell d'entrada. Goldmont està construït amb el procés de fabricació de 14 nm i admet fins a quatre nuclis per als dispositius de consum. Inclou l'arquitectura gràfica Intel Gen9 introduïda amb el Skylake.
La microarquitectura Goldmont es basa en l'èxit de la microarquitectura Silvermont i ofereix les millores següents:
- Un motor d'execució fora de servei amb una canonada superescalar de 3 amples. Concretament:
  - El descodificador pot descodificar 3 instruccions per cicle.
  - El seqüenciador de microcodi pot enviar 3 µops per cicle per a l'assignació a les estacions de reserva.
  - La jubilació admet una taxa màxima de 3 per cicle.
- Millora en la predicció de branques que desacobla la canalització de recuperació del descodificador d'instruccions.
- Finestra d'execució fora d'ordre més gran i memòria intermèdia que permeten una execució fora d'ordre més profunda a través dels tipus d'instruccions enters, FP/SIMD i de memòria.
- Execució de memòria totalment fora d'ordre i desambiguació. La microarquitectura Goldmont pot executar una càrrega i una botiga per cicle (en comparació amb una càrrega o una botiga per cicle a la microarquitectura Silvermont). El canal d'execució de memòria també inclou una millora de TLB de segon nivell amb 512 entrades per a pàgines de 4 KB.
- El clúster d'execució d'enter a la microarquitectura Goldmont proporciona tres canalitzacions i pot executar fins a tres operacions simples d'ALU enters per cicle.
- Les instruccions SIMD d'enter i de coma flotant s'executen en un motor de 128 bits d'ample. El rendiment i la latència de moltes instruccions han millorat, inclòs PSHUFB amb un rendiment d'1 cicle (en comparació amb 5 cicles per a la microarquitectura Silvermont) i moltes altres instruccions SIMD amb un rendiment duplicat.
- El rendiment i la latència de les instruccions per accelerar el xifratge/desxifrat (AES) i la multiplicació sense transport (PCLMULQDQ) s'han millorat significativament a la microarquitectura Goldmont.
- La microarquitectura Goldmont proporciona noves instruccions amb algorisme de hash segur accelerat per maquinari, SHA1 i SHA256.
- La microarquitectura Goldmont també afegeix suport per a la instrucció RDSEED per a la generació de números aleatoris que compleixen l'estàndard NIST SP800-90C.
- La latència de les instruccions PAUSE està optimitzada per permetre una millor eficiència energètica.

## Tecnologia
- A 14 procés de fabricació nm
- Arquitectura de sistema sobre xip
- Transistors tri-gate 3D
- Xips de consum fins a quatre nuclis
- Admet el conjunt d'instruccions SSE4.2
- Admet instruccions Intel AESNI i PCLMUL
- Admet instruccions Intel RDRAND i RDSEED
- Admet extensions Intel SHA
- Admet Intel MPX (extensions de protecció de memòria)
- Gràfics Intel HD Gen 9 amb DirectX 12, OpenGL 4.6 amb l'última actualització del controlador de Windows 10 (OpenGL 4.5 a Linux ), OpenGL ES 3.2 i OpenCL 2.0.
- Compatibilitat amb la descodificació de maquinari HEVC Main10 i VP9 Profile0
- 10 Potència de disseny tèrmic W (TDP) Processadors d'escriptori o de servidor
- 4.0 a 6.0 Processadors mòbils W TDP
- Tecnologia eMMC 5.0 per connectar-se a l'emmagatzematge flash NAND
- Especificació USB 3.1 i USB-C
- Suport per a memòria DDR3L, LPDDR3 i LPDDR4
- Hub de sensors integrat (ISH) que pot mostrejar i combinar dades de sensors individuals i funcionar de manera independent quan la plataforma amfitriona es troba en un estat de baixa potència
- Processador de senyal d'imatge (ISP) que admet quatre fluxos de càmeres concurrents
- Controlador d'àudio compatible amb HD Audio i LPE Audio
- Subsistema de seguretat Trusted Execution Engine 3.0